# Armageddon
Con il termine Armageddon (in latino tardo Armagedōn, latino ecclesiastico Armageddon, pronuncia /armaˈʤɛddon/), o anche Armagedon o Armaghedon (pronuncia /armaɡeˈdɔn/) (in greco antico: Ἁρμαγεδών?, Harmagedṓn), si indica un luogo dove, secondo il Nuovo Testamento (Apocalisse di Giovanni 16,16), tre spiriti immondi radunerebbero, alla fine dei tempi, tutti i re della terra. L'interpretazione immediata, dato il contesto, è che si tratti della battaglia finale tra i re della Terra (incitati da Satana) e Dio, tra il male e il bene.
Nell'unico verso del Nuovo Testamento dove compare, si dice che Armageddon è un termine ebraico. Esso sembra puntare a una località oggi chiamata Tel Megiddo, in Israele, a circa 15 km a sud-sudovest di Nazaret. L'antico nome era הר מגידו, Har Məgiddô ("monte di Megiddo" o "di Mageddo"); nell'Antico Testamento il luogo è citato come luogo di molte battaglie decisive nell'antichità e comunemente considerato simbolo di strage e disfatta; anche se in un luogo prossimo a Megiddo (probabilmente Tell el-'Amr, circa 19 km a nordovest della località), Barac, il condottiero della giudice Debora, il giudice Gedeone e il re Davide sconfissero i nemici di Israele.

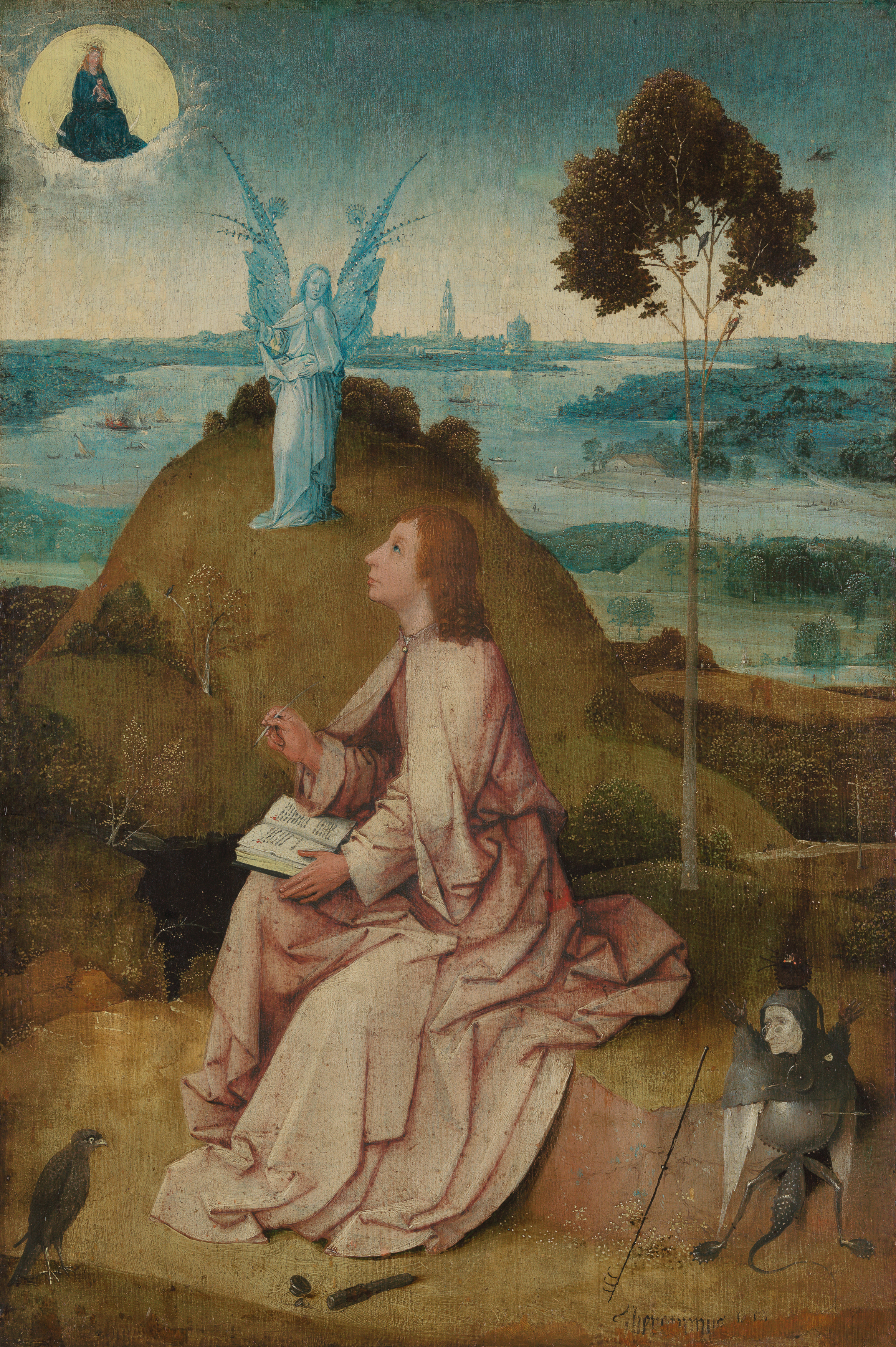
L'evangelista Giovanni scrive il Libro dell'Apocalisse. Dipinto di Hieronymus Bosch (1505).

Il termine viene spesso usato per indicare la battaglia in sé oppure, nella sua accezione più estesa, l'Apocalisse stessa. Per estensione il termine può indicare, genericamente, una catastrofe.

## Armageddon nell'Apocalisse
Nell'Apocalisse gli angeli versano «le sette coppe dell'ira di Dio» sulla Terra (Ap 16,1). L'Armageddon viene dopo il versamento della sesta coppa:

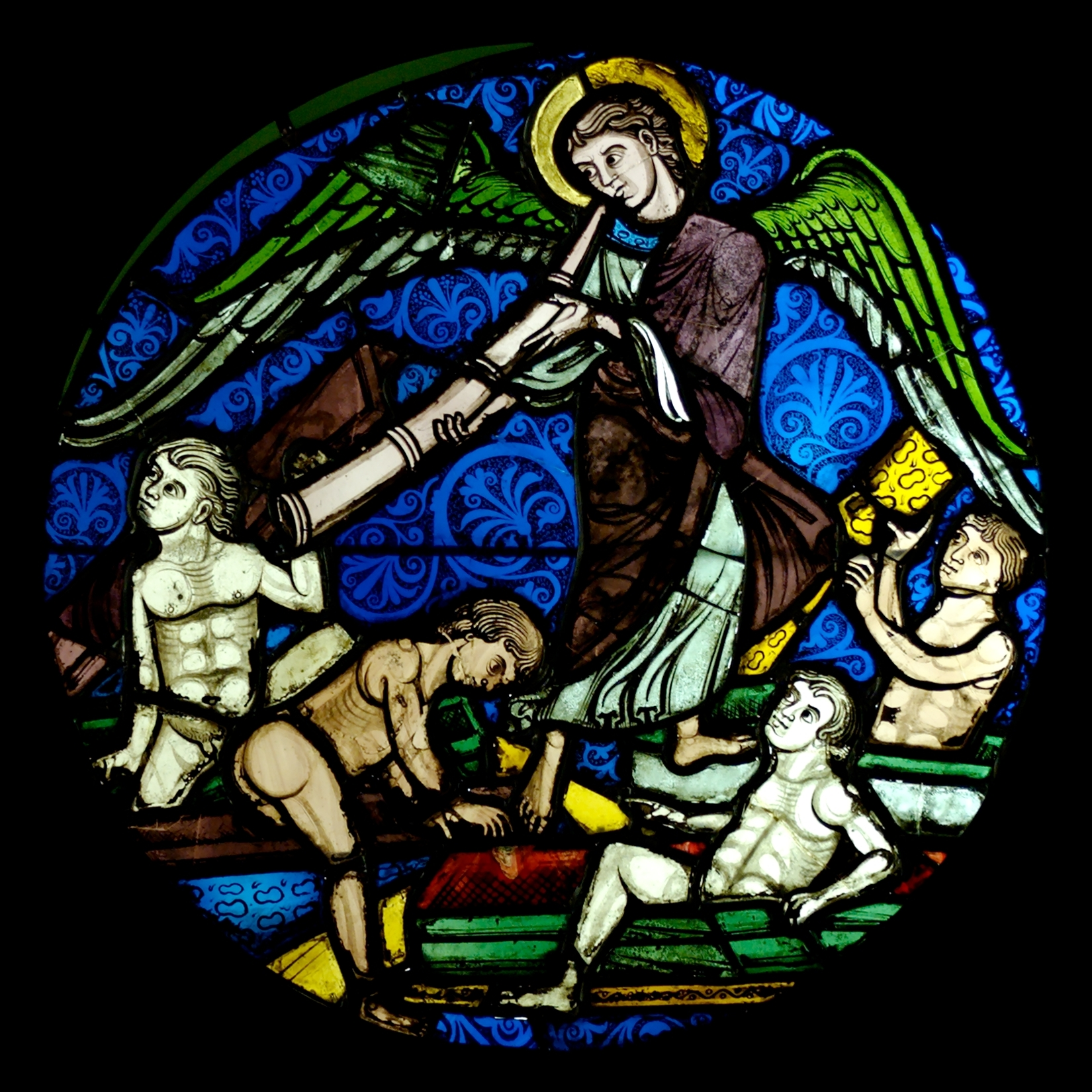
Resurrezione dei morti. Particolare del rosone rappresentante l'Apocalisse nella chiesa Sainte-Chapelle, Parigi, circa 1200

 Questo passaggio è ambiguo, non è chiaro se vi è davvero successo qualcosa o se il raduno degli eserciti è solo un simbolo.
Infatti vi fu in quel posto un raduno dell'esercito romano in preparazione di uno degli attacchi a Gerusalemme nel 67 d.C. Questo ben si accorda con l'interpretazione preterista che la settima coppa dell'ira di Dio (Ap 16,17-21) si riferisca agli eventi che portarono alla distruzione di Gerusalemme nel 70 d.C. Ciononostante la menzione di un esercito proveniente da oriente composto da duecento milioni di soldati, numero impossibile per qualsiasi battaglia di quel tempo, può, invece, essere considerato come una predizione di eventi futuri.
Pochi decenni dopo la caduta di Gerusalemme, probabilmente poco dopo il completamento della stesura dell'Apocalisse, nei pressi di Meghiddo, in località Caporcotam sulla strada fra Cesarea e Beth Shean, venne stabilito il castrum della Legio VI Ferrata, una delle due legioni che presidiarono la Palestina per circa due secoli (l'altra era a Gerusalemme). Il sito è stato recentemente identificato in località el-Manach e gli scavi archeologici sono stati avviati nell'estate del 2013.

## Meghiddo nell'Antico Testamento
Megiddo viene citato varie volte nell'Antico Testamento. I Libri dei Re (23,28-30) e i Libri delle Cronache (35,20-25) descrivono una battaglia che nel 609 a.C. vi si svolse. La battaglia causa la morte di Giosia, un riformatore religioso appena trentenne che sembrava promettesse un rinnovamento dello stato teocratico ebreo, che diede vita ai miti sul suo trionfante ritorno. Si dice che Giosia sia morto per mano del faraone egiziano Necho II proprio quando la monarchia della stirpe di Davide era in ascesa dopo un periodo di disordini e corruzione. La sua morte accelerò il declino di una fazione fortemente monoteistica nella Giudea degli anni precedenti la cattività babilonese. L'idea che un re della stirpe di Davide un giorno sarebbe ritornato per combattere e vincere a Megiddo è un esempio del mito del Messia.
La valle è caratterizzata dalla presenza di tell o colline artificiali archeologiche, cumuli di ruderi di insediamenti risalenti all'Età del bronzo e all'Età del ferro stabilitisi cinquemila anni fa e durati fino al 650 a.C. Alcuni sosterrebbero che il termine "Armageddon" non è altro che un antico esempio di mondegreen.

## Avventisti
La Chiesa cristiana avventista del settimo giorno ha un'interpretazione diversa — la battaglia finale dell'Armageddon ci sarà prima del periodo dei mille anni citato nel Libro dell'Apocalisse (20,4-6) dove i giusti abiteranno con il Signore in paradiso e i dannati saranno giudicati. Secondo quest'interpretazione, Cristo e i suoi santi (e il Regno dei Cieli dove essi risiederanno dopo il ritorno di Cristo) scenderanno sulla Terra. Cristo farà risorgere i defunti dannati e entrambi gli schieramenti prenderanno parte a una battaglia finale tra il bene e il male. Satana e i suoi seguaci cercheranno di sconfiggere i servitori di Cristo, ma saranno sopraffatti dal suo potere. Sotto il Suo comando, Dio distruggerà Satana e i dannati una volta per tutte con un fuoco opprimente. La Terra bruciata, purificata da tutto il male, e successivamente, secondo i due capitoli finali dell'Apocalisse, la Terra sarà infine ricreata nuovamente, e riportata al suo stato originario prima che il peccato comparisse nel mondo. In seguito Cristo e i Suoi santi redenti saranno dichiarati vittoriosi.

## Fede bahá'í
Secondo lo studioso inglese Stephen N. Lambden, la teologia della Fede bahá'í propone una rilettura simbolica e spirituale del concetto di Armageddon, distinta dalla visione apocalittica tradizionale. In particolare Lambden individua tre modalità principali in cui gli scritti bahá'í interpretano il compimento delle aspettative escatologiche legate alla "Battaglia di Armageddon".
La prima interpretazione fa riferimento a una serie di Tavole (o Lettere) inviate da Bahá'u'lláh, fondatore della Fede bahá'í, ai sovrani e capi di Stato del suo tempo. Questi scritti contengono ammonimenti spirituali e consigli su temi come la giustizia, la pace e il buon governo. Secondo l'interpretazione bahá'í, il fatto che un prigioniero ed esiliato si rivolgesse ai potenti della Terra, è considerato un evento di grande rilevanza storica e profetica.
La seconda interpretazione collega la "Battaglia di Armageddon" agli eventi della Prima guerra mondiale, in particolare alla "battaglia di Megiddo" in cui le truppe britanniche guidate dal generale Allenby sconfissero l'impero Ottomano. La comunità bahá'í attribuisce a questo evento un'importanza particolare, poiché contribuì a garantire la sicurezza di 'Abdu'l-Bahá - figlio di Bahá'u'lláh e all'epoca guida della Fede - che si trovava in pericolo delle minacce ottomane.
La terza interpretazione considera il ciclo delle due guerre mondiali come un processo unitario di trasformazione globale, simbolicamente assimilabile alla profetica "Battaglia di Armageddon". Secondo questa visione, i conflitti mondiali segnarono un punto di svolta epocale che portò alla ridefinizione dei rapporti internazionali, dei valori e delle istituzioni globali, aprendo la strada a una maggiore cooperazione tra popoli, in linea con gli insegnamenti bahá'í sulla pace mondiale. Per un'esposizione approfondita dell'argomento si veda l'articolo accademico di Stephen Lambden:

## Cattolicesimo
Nella Bibbia CEI la località di Meghiddo è citata undici volte, nel libro di Giosuè (17,11), nel libro dei Giudici (1,27 e 5,19), nel Primo Libro dei Re (4,12 e 9,15), nel Secondo Libro dei Re (9,27, 23,29 e 23,30), nel libro delle Cronache (35,22) e nel libro del profeta Zaccaria 12,1, mentre una volta è citato il luogo Armaghedòn, nell'Apocalisse (16,16).
Il libro di Giosuè, che contiene la cronaca dell'entrata del popolo di Israele nella Terra Promessa, riporta la spartizione di questo territorio (abitato da vari popoli) tra nove tribù e mezzo di Israele. La località di Meghiddo, occupata dai Cananei, tocca in sorte proprio alla mezza tribù, quella di Manasse. Manasse, però, non riesce a scacciare i Cananei e deve accontentarsi di convivere con loro, anche se nel corso del tempo riuscirà a diventare abbastanza forte da assoggettarli. Questa situazione viene rimarcata dal libro dei Giudici.
Sotto il regno di Salomone Meghiddo, come tutto il resto del territorio di Israele, è sotto la giurisdizione di un prefetto, che assicura l'arruolamento e riscuote prelievi in natura per provvedere al re e alla sua famiglia.
Salomone si serve poi dei lavori forzati per rendere Meghiddo una città fortificata, in cui un nucleo dell'esercito staziona in modo permanente.
Nel 931 a.C. il regno si divide in due: regno davidico di Giuda a Sud e regno scismatico di Israele a Nord, quasi sempre in lotta tra loro.
È durante il periodo dei due regni che Meghiddo diventa teatro di due avvenimenti tragici, che si imprimono nella memoria del popolo di Israele.
- Verso a metà del IX secolo a.C. Ioram, figlio del re di Giuda Giosafat, sposa la sorella del re di Israele Acab: un matrimonio con finalità politiche di alleanza contro l'espansionismo dell'Assiria. Nell'841 a.C. Acazia, figlio di Ioram e re di Giuda, si allea con Ioram, figlio di Acab, contro il re di Aram, Cazael. Ma durante questa campagna il profeta Eliseo fa ungere re di Israele Ieu. Ioram viene ferito in battaglia e Acazia si reca a visitarlo. Ieu approfitta dell'occasione per disfarsi di entrambi: Ioram viene ucciso nel campo di Nabot, mentre Acazia riesce a fuggire, ma viene colpito. Si rifugia a Meghiddo, dove muore per le ferite riportate.
- Verso la fine del VII secolo a.C. l'impero assiro è in declino. Nella provincia caldea l'opposizione armata all'Assiria è guidata prima da Nabopolassar, che si proclama re di Babilonia, quindi da suo figlio Nabucodonosor II. Il faraone d'Egitto Necao II (o Wahemibra) si muove per aiutare l'Assiria e chiede al re di Giuda Giosia il permesso di passare sul suo territorio attraverso il Wadi 'Ara, per affrontare l'esercito babilonese sull'Eufrate. Giosia, abile politico, non vuole inimicarsi la nuova potenza nascente di Babilonia e si oppone a Necao. Lo aspetta presso la fortezza di Meghiddo, dove il Wadi 'Ara sbocca nella pianura, ma al primo urto è trafitto e ucciso dagli arcieri egiziani, nel 609 a.C. Il profeta Geremia compone un lamento su Giosia (ora perduto) che diviene un canto tradizionale per il popolo di Israele.

Meghiddo viene citata infine nel libro profetico di Zaccaria nel capitolo 12, in un passo ripreso dal libro dell'Apocalisse.
I capitoli 9-14, benché inseriti nel libro di Zaccaria, sono in realtà anonimi e presumibilmente composti negli ultimi decenni del IV secolo a.C. (mentre i capitoli 1-8 sono datati 520 a.C.).
In questa seconda parte del libro emerge una dottrina messianica, in cui si attende un re Messia umile, pacifico e "trafitto".
Proprio in relazione a questa trafittura viene citata la pianura di Meghiddo, in cui si celebrava annualmente il lutto rituale in onore del dio fenicio dei raccolti Adad-Rimmon. Si riteneva che questo dio morisse con la fine dei raccolti per poi resuscitare al ritorno delle piogge primaverili: un culto molto sentito nelle fertili pianure della zona.
Il termine Armaghedòn viene utilizzato solo in Ap 16,16, dove si parla delle sette coppe dell'ira di Dio, le cui punizioni sono dirette contro la comunità degli adoratori della bestia. Mentre i flagelli dei capitoli precedenti avevano lo scopo di portare coloro che fanno il male al pentimento, questi hanno lo scopo di rendere manifesta la vera natura dei seguaci della bestia e di ripristinare la giustizia, in risposta al grido di chi ha subito l'ingiustizia.
Questo testo distingue in maniera fondamentale la vendetta divina da quella umana. In nessun punto l'Apocalisse giustifica, autorizza o esalta la violenza umana, che è, anzi, proprio "il marchio della bestia" che attira l'ira di Dio.
Al contrario chi porta il "marchio di Dio" rifiuta ogni giustificazione della violenza umana e la subisce, non con spirito di passività, ma nella profonda convinzione che essa non sia inevitabile e che comunque non avrà l'ultima parola.
Mentre la giustizia di Dio distrugge il male, la sua misericordia concede "ancora un poco" di tempo a chi lo commette, perché possa pentirsi.
I tre spiriti immondi radunano le loro forze armate (tutti i re della terra) nel luogo Armaghedòn. Come molti altri passi del libro, il significato della citazione di questo luogo sfugge a un'interpretazione completa e univoca. Ciò che l'Apocalisse vuol riportare alla mente dei lettori è che Dio ha già vinto la battaglia contro il male, ma questo, prima della sconfitta definitiva, tenterà di mietere quante più vittime possibile.
La battaglia finale per cui le armate si radunano ad Armaghedòn è l'ultimo colpo di coda del demonio: l'autore dell'Apocalisse ha la certezza che sarà la giustizia di Dio a prevalere. Giustizia che non significa punizione imposta dall'esterno, ma ferma convinzione che tutte le azioni hanno delle conseguenze e che non si può evitare di affrontarle. Per questo la punizione è legata al crimine: chi ha sparso sangue, dovrà, per inevitabile conseguenza, bere sangue.

## Testimoni di Geova
I testimoni di Geova credono che Armageddon sia la battaglia in cui Satana, riuniti i re della Terra, combatte contro il re designato da Dio, Gesù. Perciò, il Libro della Rivelazione parla della guerra del gran giorno dell'Onnipotente, Geova. Al contrario di molti gruppi cristiani, i testimoni di Geova non credono che vi sarà un singolo 'Anticristo'. Satana stesso muoverà i regni del mondo a dichiarare guerra al popolo eletto di Dio. L'Apocalisse parla di "espressioni ispirate dai demoni" che faranno radunare i re di tutta la terra per la guerra del gran giorno di Dio onnipotente (Ap 16,14). Ma allora, "il Signore dei signori e il Re dei re", a motivo della sua giustizia, li sconfiggerà per la gloria di Dio Padre Onnipotente. (Ap 17,12-14)
L'aspetto universale della guerra è evidenziato dal contesto, dove gli avversari di Dio sono identificati con i "re dell'intera terra abitata".
I testimoni credono sia evidente da questo passaggio che questa non sia una guerra tra nazioni con armi nucleari, biologiche o altre armi di distruzione di massa, poiché dice che i re della terra "si radunano" contro Cristo. È anche evidente che sia impossibile che tutti gli eserciti del mondo possano radunarsi intorno a un'area relativamente piccola qual è Meghiddo nell'odierno Israele. Infine, il libro dell'Apocalisse (16,16) chiama Har-Mageddon (Montagna di Meghiddo) "il luogo" dove quei re si radunano per la battaglia finale.
Nell'Apocalisse (o libro della Rivelazione) sono descritte le forze congiunte dei re della terra mentre vengono radunate "nel luogo [dal gr. tòpos] che in ebraico si chiama Har-Maghedon". (Ap 16,16) Nella Bibbia il termine tòpos può riferirsi a una località letterale (Mt 14,13.15.35), a un'occasione o "opportunità" (At 25,16) oppure, in senso figurato, a una condizione o situazione (Ap 12,6.14). Secondo il contesto, è verso un "luogo" inteso in quest'ultimo senso che sono dirette tutte le potenze militari della terra.

### Meghiddo nella Bibbia
Meghiddo era situata alcuni chilometri a SE del monte Carmelo. Dominava e sovrastava la pianura di Esdrelon (Izreel), oltre a controllare le principali vie carovaniere e militari in direzione N-S ed E-O. Giosuè fu il primo a conquistare questa città cananea. (Gs 12,7.8.21) In seguito nelle vicinanze fu annientato l'esercito di Iabin comandato da Sisera. In quell'occasione Dio si servì di forze naturali per venire in aiuto dell'esercito israelita al comando di Barac. La Bibbia dice: “Barac scendeva dal monte Tabor con diecimila uomini dietro di lui. E Dio gettava Sisera e tutti i suoi carri da guerra e tutto il campo in confusione con il taglio della spada davanti a Barac. Infine Sisera scese dal carro e si diede alla fuga a piedi. E Barac inseguì i carri da guerra e il campo fino ad Aroset delle nazioni, così che tutto il campo di Sisera cadde sotto il taglio della spada. Non ne rimase nemmeno uno”. (Gcd 4,14-16).
Dopo la vittoria Barac e la profetessa Debora proruppero in un cantico, che dice: “Vennero i re, combatterono; quindi i re di Canaan combatterono a Taanac presso le acque di Meghiddo. Non presero alcun guadagno d'argento. Dal cielo combatterono le stelle, dalle loro orbite combatterono contro Sisera. Il torrente Chison li spazzò via, il torrente dei giorni antichi, il torrente Chison. Calpestavi la forza, o anima mia. Allora gli zoccoli dei cavalli batterono a causa dello slancio, dello slancio dei suoi stalloni”. — Gc 5,19-22.
Fu a Meghiddo che Acazia re di Giuda morì dopo essere stato ferito mortalmente per ordine di Ieu. (2Re 9,27) Lì trovò la morte Giosia re di Giuda in uno scontro con il faraone Neco. (2Re 23,29-30) A motivo della sua posizione dominante, molte altre nazioni, secondo la storia secolare, combatterono intorno a Meghiddo. ‘Ebrei, gentili, saraceni, crociati, egiziani, persiani, drusi, turchi e arabi hanno tutti piantato le loro tende nella pianura di Esdrelon’

### L'interpretazione
I Testimoni di Geova credono che l'azione collettiva di perseguitare i prescelti sulla terra sia ciò che in fondo scatena questa guerra. Il Capitolo 38 del libro di Ezechiele contiene una profezia in cui un certo Gog dalla terra di Magog raccoglie un esercito di molte nazioni per attaccare la gente di Dio, credendo che questi non siano protetti. Dio li fa fallire facendoli perire per la spada di altri; li annienta con pestilenze, alluvioni, frane, incendi, e zolfo. Il capitolo finisce con Dio che annuncia che le nazioni "Dovranno sapere che io sono Geova".
Armageddon è seguito dall'instaurazione del Regno di Dio sulla terra — un periodo a cui comunemente ci si riferisce come "Regno Millenario di Cristo", quando "Satana è incatenato per mille anni" (Ap 20,1-2). Il Giudizio Universale e la purificazione del peccato della Terra si verificheranno alla fine del Millennio, quando Satana sarà "liberato per un breve periodo" e autorizzato a "uscire per ingannare le nazioni ... e radunarle per la battaglia" contro "l'accampamento dei santi e la città diletta". Quando Satana perderà questa battaglia sarà infine gettato nel "lago di fuoco e zolfo", che rappresenta la completa, eterna distruzione (Ap 20,7-10). Coloro che l'avranno seguito saranno analogamente distrutti per l'eternità.
La “guerra del gran giorno dell'Iddio Onnipotente” ad Har-Maghedon non è un avvenimento del passato bensì è descritta in Rivelazione come un avvenimento futuro rispetto alla visione di Giovanni. Viene detto che il radunamento dei re ad Har-Maghedon è il risultato del versamento della sesta delle sette coppe contenenti le “ultime” piaghe che porteranno a termine l'ira di Dio. (Ap 15,1; 16,1-12) Inoltre, che la guerra di Har-Maghedon sia strettamente legata alla presenza di Cristo si comprende dall'avvertimento che egli viene come un ladro, inserito fra i versetti 14 e 16 di Rivelazione capitolo 16.
Più avanti Giovanni dice: “E vidi la bestia selvaggia e i re della terra e i loro eserciti radunati per far guerra contro colui che sedeva sul cavallo e contro il suo esercito”. (Ap 19,19) Lo stesso capitolo identifica il condottiero degli eserciti celesti, che cavalca un cavallo bianco, con colui che è chiamato “Fedele e Verace” e “La Parola di Dio”. (Ap 19,11-13) Il comandante degli eserciti celesti di Dio è dunque Gesù Cristo, la Parola. (Gv 1,1; Ap 3,14) Un'ulteriore conferma del fatto che Cristo comanda le schiere celesti è la dichiarazione che gli eserciti terreni “combatteranno contro l'Agnello [Gesù Cristo (Gv 1,29)], ma, siccome egli è Signore dei signori e Re dei re, l'Agnello li vincerà. E con lui vinceranno quelli che sono chiamati ed eletti e fedeli”. — Ap 17,13-14.
Poiché la visione di Rivelazione capitolo 19 rivela che solo gli eserciti in cielo partecipano al combattimento a fianco di Gesù Cristo, la Parola di Dio, nessuno dei cristiani servitori di Dio sulla terra prenderà parte al combattimento. Questo è in armonia con le parole di Gesù Cristo in Mt 26,52 secondo cui i suoi discepoli non devono impugnare armi letterali. (Cfr. Es 14,13, 14; 2Cr 20,15.17.22.23; Sl 2,4-9). Gli uccelli che volano in mezzo al cielo elimineranno i cadaveri degli uccisi. — Ap 19,11-21.
Har-Maghedon non è dunque una semplice battaglia fra uomini, ma una guerra a cui prendono parte gli invisibili eserciti di Dio. Senza alcun dubbio avrà luogo al tempo stabilito da Dio, Colui che “fa secondo la sua propria volontà fra l'esercito dei cieli e gli abitanti della terra”. — Da 4,35; vedi anche Mt 24,36.

## Rastafarianesimo
Secondo Rastafari, nel libro dell'Apocalisse si parla di Hailé Selassié. Armageddon (o meglio "Amagideon") è un concetto teologico un po' diverso, non indicherebbe una battaglia specifica, ma sarebbe piuttosto da intendere con lo stato generale in cui l'intero mondo si trova adesso, e in cui starebbe gradualmente sprofondando fin dal 1930, e più in particolare dal 1974. Comunque, il ruolo di Selassie nella Guerra d'Etiopia è visto, per molti motivi, come il compimento di alcune profezie.